# Церковь Святого Марциала
Церковь Святого Марциала (фр. Église Saint-Martial) во французском городе Ангулем, департамент Шаранта, — католический храм XIX века, возведённый на фундаменте раннесредневековой романской церкви. Посвящён Марциалу Лиможскому — первокрестителю Аквитании III века.
Первый христианский храм на месте церкви Святого Марциала и кладбище при нём восходят ещё к первому тысячелетию. Первую романскую церковь возвели в XII веке в тогдашнем пригороде Ангулема (теперь это самый центр города), также получившем название Сен-Марсьяль. При храме был построен склеп, который веками расширялся, но был частично разрушен в ходе гугенотских войн XVI века. В XVII—XVIII веках церковь Святого Марциала стала средоточием целого ряда религиозных институтов, при ней действовал монастырь урсулинок, семинария, община Дочерей милосердия.
К середине XIX века древнее здание пришло в упадок и грозило обрушением. Его коренная реконструкция, а фактически возведение заново на том же месте, по проекту видного французского архитектора-реставратора Поля Абади проводилась с 1849 по 1856 год. Новый храм в неороманском стиле и формах, традиционных для Аквитании, был освящён в 1853 году с участием нескольких епископов и при большом скоплении народа.
Поль Абади разработал и церковную мебель, гармонично выдержанную с церковью в едином ключе. Его проспект органа с пилястрами в неороманском стиле признан теперь историческим памятником Франции. В 1857 году храм обогатился витражами с изображением святых (в том числе, конечно, и самого святого Марциала), изготовленными в Туре.